# 夢・応援!女子プロ野球中継
夢・応援!女子プロ野球中継2013～全国へ、そして世界へ～（ゆめ・おうえん・じょしプロやきゅうちゅうけい2013　ぜんこくへ・そしてせかいへ）は東京メトロポリタンテレビジョン（TOKYO MX）で2013年に行っていた日本女子プロ野球機構のリーグ戦の中継である。
日本女子プロ野球は2013年から関東を本拠地とするチームが誕生し、関西の3チームと合わせ4チームで行われることになった。この番組では関東を本拠とするイースト・アストライアの試合を中心軸に、年間30試合程度の割で、東西対抗戦に当たる「ヴィクトリアシリーズ」と、4チーム対抗トーナメント「ティアラカップ」の好カードを紹介する。主に土曜日・日曜日の19:00-21:00を中心に放送される。また関西で行われる一部の試合（10試合程度）はKBS京都との共同制作の形で放送された（基本KBS京都では生中継）。
またイースト・アストライアを応援する番組として「夢・応援!イースト・アストライア～全国へ、そして世界へ～」を月曜の19:30-20:00に放送する。この番組では野球解説者の宮本和知と、タレントの大野ゆうかが、イースト・アストライアの選手をゲストに迎え、試合評や選手の素顔に迫るコーナーを展開する。

## 実況
- 染谷恵二
- 深山計
- 北川義隆